# Eratoneura tammina
Eratoneura tammina är en insektsart som först beskrevs av Ross och Delong 1953.  Eratoneura tammina ingår i släktet Eratoneura och familjen dvärgstritar. Inga underarter finns listade i Catalogue of Life.